# ウラナリ
『ウラナリ』は、板橋雅弘著のライトノベル。講談社YA!ENTERTAINMENTから刊行されている。玉越博幸画。全5巻。

## ストーリー
中学3年生からハンドボール部に入部した、まったくいけてないハヤブサ。彼の前に、めっぽう気の強いサクラという同い年の女の子が現れ、ハヤブサの家に居候することになった。

## 登場人物
黒木隼（ハヤブサ）
高校1年生。ハンドボール部所属。ポジションはポスト。身長に体重が追いついていないので、サクラからウラナリと呼ばれる。ギターで「スカボロー・フェア」を弾ける。
藤森咲良
高校1年生。東京の高校を受験し、長野県茅野市から引っ越した。女子寮に住んでいる。おおざっぱそうに見えるが性格は繊細で、ハヤブサを誰よりも愛している。

### ハヤブサの両親
トーさん
離婚したときハヤブサを引き取った。セト先生とは交際中。
カーさん
離婚後那須と結婚し、アパートに住んでいる。

### サクラの家族
那須
サクラの父親。離婚後ハヤブサの母と結婚している。
ギンガ
サクラの母親が再婚したときの父親の連れ子。サクラを愛している。
ヒビキ
サクラの母親と、再婚した父親の間に出来た子ども。

### ハンドボール部
アサカゼ
ハンドボール部部員。冷静沈着。
イズモ
ハンドボール部部員。女子にもてるため入部。冬に彼女が出来た。
フジ
サクラと同じ高校に通う。ハンドボール部。
セト先生
ハンドボール部顧問。ハヤブサの父親と交際関係にある。

### その他
ヒカリ
サクラの住んでいた女子寮の食堂で働いている女子大生。
タニガワ
サクラの中学校での同級生。東京でサクラをストーカーした。

## 既刊一覧
1. 『ウラナリ』（2005年7月10日）
2. 『ウラナリ、北へ』（2005年10月12日）
3. 『ウラナリと春休みのしっぽ』（2006年5月10日）
4. 『ウラナリは泣かない』（2006年10月10日）
5. 『ウラナリ、さよなら』（2007年4月10日）